# Matías Rodríguez Inciarte
Matías Rodríguez Inciarte  (Oviedo, 23 de marzo de 1948) es un financiero y político español.  

## Biografía
Nacido en Oviedo el 23 de marzo de 1948, Matías Rodríguez Inciarte, es consejero y vicepresidente del Banco Santander. Fue presidente de la Fundación Princesa de Asturias desde octubre de 2008 hasta abril de 2018.
Licenciado en Ciencias Económicas por la Universidad Complutense de Madrid, con Premio Extraordinario y Nacional Fin de Carrera, realizó estudios empresariales en el Instituto Tecnológico de Massachusetts (MIT). 
En 1972 ingresó por oposición en el Cuerpo de Técnicos Comerciales y Economistas del Estado y ocupó, a continuación, cargos relacionados con el comercio internacional en las negociaciones comerciales del Acuerdo General sobre Comercio y Aranceles (GATT) y, luego, como consejero comercial de la Embajada de España en Chile. 
En julio de 1977 fue nombrado secretario general técnico del Ministerio de Economía y Hacienda y, en febrero de 1978, secretario general del Ministerio de Relaciones con las Comunidades Europeas, en el que participó activamente, junto al ministro Leopoldo Calvo-Sotelo, en las negociaciones para el ingreso de España en las Comunidades Europeas. 
En 1980 accedió a la Secretaría General de la Vicepresidencia Económica del Gobierno y en 1981 fue designado Secretario de Estado adjunto al presidente. En septiembre de 1981 fue nombrado ministro de la Presidencia. 
En febrero de 1984 comienza su etapa en el Banco Santander, entidad de la que fue consejero desde 1988 y vicepresidente desde 1994 hasta 2017. Actualmente es presidente de Santander Universidades y vicepresidente de Universia. Además, es presidente de Sanitas, S.A.
Ha sido vicepresidente del Círculo de Empresarios y entre 2008 y 2023 ha desempeñado el cargo de presidente del Consejo Social de la Universidad Carlos III de Madrid. 
Se incorporó al Patronato de la Fundación Princesa de Asturias en el año 1995, y desde 2018 es Patrono emérito. Es miembro del Consejo Asesor del proyecto “El Futuro de la Educación” de la UNESCO

## Distinciones
- Gran Cruz de Real y Muy Distinguida Orden de Carlos III (1982)[4]
- Medalla de la Orden del Mérito Constitucional (2011)[5]
- Gran Cruz de la Orden de Isabel la Católica (2018)[6]

| Predecesor: Pío Cabanillas | Ministro de la Presidencia de España 31 de agosto de 1981 - 2 de diciembre de 1982 | Sucesor: Javier Moscoso |